# Климакоцератиды
Климакоцератиды (лат. Climacoceratidae, по названию типового рода Climacoceras, от др.-греч. κλῑμᾰκο- +κέρας, «лестничнорогий») — вымершее семейство отряда парнокопытных из миоцена Африки.
Климакоцератиды отдалённо напоминали оленей. Близки к предкам семейства жирафовых, к которому первоначально и относили некоторые роды климакоцератид, например, пролибитериев (Prolibytherium).
Типовой род климакоцератид — климакоцерас (Climacoceras) — ранее помещали в семейство палеомерициды (Palaeomerycidae), затем в семейство жирафовые. В 1978 году Гамильтон (W. R. Hamilton) описал новое семейство климакоцератиды. От жирафовых климакоцератиды отличаются тем, что их оссиконы (окостеневшие хрящи) начинались от других костей.